# 이케부쿠로의 밤
〈이케부쿠로의 밤〉(일본어: 池袋の夜 이케부쿠로노요루[*])는 일본의 가수 아오에 미나의 16번째 싱글 앨범으로, 1969년 7월 1일 발매되었다. (7" Vinyl: SV-858) B 사이드 곡은 〈날 건드리지 말아요〉(私にさわらないで 와타시니사와라나이데[*])이며, 두 곡의 작사는 요시카와 시즈오 (吉川静夫), 작곡은 토쿠치 마사노부 (渡久地政信)가 맡았다.
싱글은 104.4만 장의 판매고를 기록한 밀리언 셀러이며, 또한 아오에 미나의 최대 히트곡이다. 발매된 지 약 1개월 만에 오리콘 차트의 10위권 내에 이름을 올려 9월 8일부터 6주 연속 1위를 차지했다. 69년도 연간 차트에서 7위에 올랐으며 이듬해에도 인기를 이어가 70년의 연간 차트에서도 30위에 올랐다.
곡은 제2회 전일본유선방송대상에서 금상을, 제2회 일본유선대상에서 GOLDEN 스타상을 받았으며, 제11회 일본레코드대상에서 가창상 또한 수상했다. 일본레코드대상의 가창상의 경우 전회 (제10회)에서 〈이세자키초 블루스〉로 아오에 미나가 이미 가창상을 수상받은 바 있으며, 이 작품으로 2년 연속으로 수상한 것이 된다.
아오에는 이 곡으로 1969년에 있었던 제20회 NHK 홍백가합전에도 출연했다.

## 수록곡
| #            | 제목                                          | 작사            | 작곡            | 편곡                     | 재생 시간 |
| ------------ | --------------------------------------------- | --------------- | --------------- | ------------------------ | --------- |
| 1.           | 〈〈이케부쿠로의 밤〉〉 (池袋の夜)            | 요시카와 시즈오 | 토쿠치 마사노부 | 테라오카 신조 (寺岡真三) | 3:35      |
| 2.           | 〈〈날 건드리지 말아요〉〉 (私にさわらないで) | 요시카와 시즈오 | 토쿠치 마사노부 | 콘도 스스무 (近藤進)     | 3:50      |
| 총 재생 시간 | 총 재생 시간                                  | 총 재생 시간    | 총 재생 시간    | 총 재생 시간             | 7:25      |